# The Rise and Fall of The Stylish Kids... OI! Una storia
The Rise And Fall Of The Stylish Kids... OI! UNA STORIA è l'ultimo album della Oi! band Klasse Kriminale.

## Formati e ristampe
L'album è uscito anche in edizione special digipack con comics album "OI! Una Storia"

## Brani
1. The Stylish Kids - 2'24"
2. La Musica Della Strada - 2'15"
3. Destroy Babilon - 3'16"
4. Eravamo Contro - 2'24"
5. Tradito - 1'43"
6. Con Le Spalle Al Muro - 2'39"
7. Solo Un Cuore - 3'10"
8. Faccio Io I Miei Dischi - 3'32"
9. We Want Punk!!! - 4'12"
10. Dr Martens - 2'09"
11. Nessuno Dice Niente - 3'10"
12. Eroi Finiti - 3'05"
13. Devo Farlo Io? - 2'54"
14. Uniti Si Vince - 4'50"